# Lattato-malato transidrogenasi
La lattato-malato transidrogenasi è un enzima appartenente alla classe delle ossidoreduttasi, che catalizza la seguente reazione:
(S)-lattato + ossaloacetato ⇄ piruvato + malato
L'enzima catalizza il trasferimento di elettroni da C3 o C4 di (S)-2-idrossiacidi a 2-ossoacidi. L'enzima contiene un nucleotide a base di nicotinammide legata presso il sito attivo. Tale gruppo prostetico non può essere rimosso senza la denaturazione della proteina.